# Лиутгарда Зальцведельская
Лиутгарда Зальцведельская или Лиутгарда фон Штаде (ок. 1110 — 1152) — королева-консорт Дании, супруга Эрика III.

## Жизнь

### Детство и первый брак
Лиутгарда родилась в семье Рудольфа фон Штаде, маркграфа Северной Марки, и его супруги Рихгарды. После смерти отца она жила во владениях своей матери возле Йерихова. Она вышла замуж за своего дядю Фридриха II, графе Зоммершенбурга. У них было четверо детей:
- Адальберт (1130—1179), пфальцграф Саксонии, фогт Кведлинбурга, Мариенталя и Гуисбурга.
- Адельгейда III (ум. 1 мая 1184), аббатиса в Кведлинбурге.
- София (ум. 1189/1190), жена Генриха I, графа фон Веттин (ум. 1181) и ландграфа Тюрингии Германа I (ум. 1217).
- Дитрих, опекун Генриха II Веттина.

До 1142 года их брак был аннулирован из-за близкого степени родства.

### Королева Дании
Ее брат Гартвиг фон Штаде, глава Бременского собора с 1143 года, организовал её брак с королём Дании Эриком III в 1143 или 1144 году. Со смертью старшего бездетного брата, графа Рудольфа II фон Штаде в 1144 году, Лиутгарда и её дети стали наследниками графства Штаде, так как её младший брат Гартвиг тоже был бездетным. Тем не менее в 1148 году Гартвиг в обмен на своё избрание архиепископом Бремена завещал Штаде архиепархии после своей смерти, тем самым лишив наследства детей Лиутгарды.
Как королеву, её критиковали за распутство и за то, что она заставляла своего мужа тратить слишком много денег. Она рассталась со своим супругом после того, как её обвинили в супружеской измене и сослали в Священную Римскую империю.

### Третий брак и смерть
Овдовев, в 1148 году она стала второй женой Германа II, графа Винценбурга и родила от него трёх дочерей.
- Дочь (1149 — до 1204), жена Генриха III, графа Шварцбурга (ум. 1184) и Ульриха I, графа Веттина (ок. 1170—1206).
- Дочь (ум. 1150), жена Буртиса Хенриксена, ярла Ютландии (предположительно 1130—1167).
- Гедвига (ум. 1151), настоятельница Гандерсхаймского аббатства.

Министериалы епископа Гандерсхайма Бернарда Ротенбургского по его приказу убили графа Германа, который был намерен захватывать другие территории, и беременную Лиутгарду в Винценбурге в ночь с 29 на 30 января 1152 года. Убийцы также разграбили их сокровищницу, забрав 6 тысяч фунтов серебром.